# Барбара Вжесинська
Барбара Вжесинська (пол. Barbara Wrzesińska; нар. 1938) — польська актриса театру, кіно, телебачення та кабаре.

## Біографія
Барбара Вжесі=инська народилася 15 січня 1938 року у Варшаві. Дебютувала у театрі у 1956. Актриса театрів у Варшаві. Виступала у виставах «театру телебачення» у 1958—1997 роках.

## Вибрана фільмографія
- 1958 — Калоші щастя / Kalosze szczęścia — Ірена, натурниця Коковського.
- 1961 — Два пана N / Dwaj panowie N — Ханка Міхалко, коханка Хенріка Новака — інженера.
- 1965 — Попіл / Popioły — Зофка, сестра Рафала.
- 1965 — Один у місті / Sam pośród miasta — Марися або Симона, дівчина в клубі.
- 1969 — Структура кристалу / Struktura kryształu — Анна.
- 1970 — Пейзаж з героєм / Pejzaż z bohaterem — Мариля Мазурек, вчителька географії.
- 1972 — Потрібно вбити це кохання / Trzeba zabić tę miłość — дружина начальника.
- 1972—150 км на годину / 150 na godzinę — Альдона.
- 1972 — Коперник / Kopernik — Анна Шилінг, кузина Коперника.
- 1972 — Весілля / Wesele — Марина.
- 1973 — Год пік / Godzina szczytu — Ельжбета.
- 1975 — Квартальний звіт / Bilans kwartalny — Ева, подруга з Америки.
- 1975 — Казимир Великий / Kazimierz Wielki — Єлизавета Польська, сестра Казимира Великого.
- 1976 — Дагні / Dagny — Ядвіга Каспровічова.
- 1976 — Дульські / Dulscy — Маня Юлясевичова, родичка.
- 1976 — Червоні шипи / Czerwone ciernie — Юлія.
- 1977 — Лялька / Lalka — Казімера Вонсовська.
- 2010 — Не залишай мене / Nie opuszczaj mnie — стара жінка на цвинтарі.